# Corinna o l'Italia
Corinna o l'Italia (Corinne ou l'Italie) è un romanzo di Madame de Staël pubblicato nel 1807. Ambientato qualche anno prima, descrive l'incontro in Italia tra un giovane britannico e una poetessa italiana, Corinna, ispirata sia alle proprie vicende autobiografiche, sia alla biografia della Corilla Olimpica. Corinna è ritenuto il primo romanzo della letteratura femminile dell'Ottocento: vero e proprio best seller europeo, preparò lettori, artisti e scrittori alla nuova estetica del Romanticismo.

## Storia
Tra il 1794 al 1803, durante un viaggio in Italia e nel periodo successivo, Madame de Staël compilò un diario, che utilizzò poi per scrivere un romanzo ambientato in quel paese. In tale opera essa approfondì il tema delle identità culturali europee, avviato sette anni prima in altri scritti e, come suggerisce il titolo, protagonista è sì Corinna, l'improvvisatrice che si ispira alla poetessa greca, ma anche l'Italia stessa. Non mancano infatti brani meno narrativi e più propriamente teorici inseriti tra i dialoghi dei protagonisti, che restituiscono un affresco del Bel Paese a cavallo fra i due secoli, nonché le idee estetiche dell'autrice. L'amore tra i personaggi di diverse nazionalità diventa così un pretesto per paragonare i diversi spiriti nazionali, ma senza fermarsi a stereotipi o semplificazioni, svolgendo anzi in tutte le sfaccettature dell'incontro tra due anime europee. Inoltre il romanzo doveva apparire come un atto di scusa dell'autrice nei confronti degli italiani e della loro letteratura, liquidata molto superficialmente nel capitolo X del trattato Della letteratura.
Il romanzo fu pubblicato per la prima volta Parigi nell'aprile del 1807, tre anni dopo che il codice napoleonico aveva sancito la subordinazione della donna al marito: in tale ottica Corinna rappresentò non solo un'opera letteraria, ma anche una coraggiosa azione politica, che rivendicava l'autonomia sociale, culturale e sessuale della donna. Questo tema, oltre alla presenza di un personaggio francese moralmente inferiore al protagonista britannico, suscitò una reazione stizzita nelle principali testate francesi, con una trentina di recensioni in massima parte negative. Nonostante ciò il romanzo godette subito di un successo straordinario: dal 1807 al 1894, solo in francese, vennero pubblicate ben 86 edizioni, ovvero una all'anno. Dagli anni venti dell'Ottocento, Madame de Staël divenne un'icona della letteratura francese di inizio secolo, capace di ottenere il riconoscimento, almeno in campo letterario, della parità tra scrittori e scrittrici. 
Nel XIX secolo le edizioni in italiano di Corinna furono undici, legate al mercato dei libri di viaggio, soprattutto nelle città descritte, sebbene le reazioni furono per lo più di dissenso: come è stato notato, le sue argomentazioni verranno assimilate nella cultura italiana solo negli anni successivi, a partire proprio da quella dell'esistenza di un carattere nazionale "italiano". Oggetto di critiche, attacchi e dibattiti, il romanzo aumentò progressivamente la sua diffusione, coinvolgendo in polemiche la stessa autrice e intellettuali del calibro di Di Breme, Borsieri, Berchet, Leopardi, Giordani, Monti, Foscolo e altri. Agli italiani Corinna suggerì un vasto repertorio di icone e simboli per la nascente ideologia patriottica, a cui attinsero esplicitamente, tra gli altri, Vincenzo Gioberti e Giuseppe Mazzini.
Nonostante il costante interesse della critica francese, Corinna fu pressoché dimenticato in Italia dall'unità nazionale fino alla prime, nuove traduzioni in italiano corrente del 1951 e del 1961. Tra le ragioni di tale oscuramento è stata tirata in campo l'affermazione dello storicismo.

## Trama

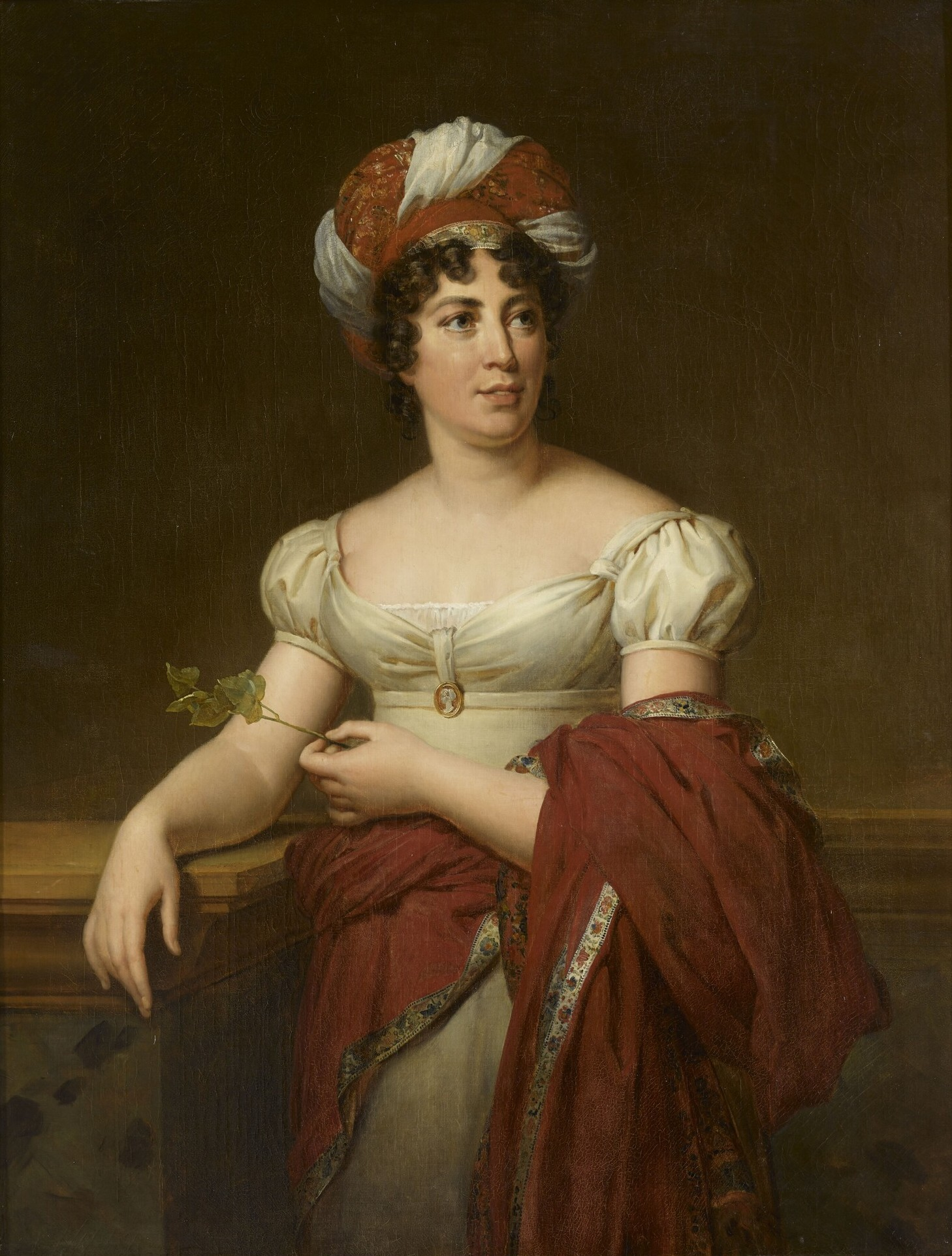
François Gérard, Ritratto di Madame de Staël; il vestito, ispirato a quello di una Sibilla del Domenichino, somiglia a quello descritto indosso a Corinna durante la cerimonia dell'incoronazione poetica

Il romanzo è diviso in venti capitoli o libri, ora dedicati alla storia d'amore tra i due protagonisti (I-III, XII, XIV-XX), ora all'arte e all'identità degli Italiani, in particolare a Roma (IV-V), i costumi e il carattere degli Italiani (VI), la letteratura (VII), l'arte (VIII), la religione e i suoi riti (IX-X), Napoli (XI-XIII), Venezia (XV) e Firenze (XVIII). 

### Antefatto
Sul finire del XVIII secolo un giovane nobile scozzese, Lord Oswald Nelvil, vive un momento di acuta depressione dopo la perdita del padre, avvenuta quando egli si trovava in Francia, in una condizione che scontentava il genitore e che, egli presume, sia stata causa accelerante della sua dipartita. Consigliato dai medici, intraprende un viaggio in Italia, grazie anche alla pausa forzata di un anno che registrano le attività militari del reggimento di cui è a capo.
Durante il tragitto fa conoscenza con un frivolo nobile francese, il conte d'Erfeuil, e con lui passa per Ancona dove, durante un grave incendio, Oswald si distingue con atti di intraprendente eroismo.

### A Roma
Arrivato a Roma, la sua profonda amarezza non trova consolazione nella visita della città, non essendo incuriosito da niente, ma un giorno si imbatte nel singolare corteo trionfale che sta portando una donna all'incoronazione poetica in Campidoglio. Viene a sapere che la donna si chiama Corinna e riesce a farsi notare da lei. Riconsegnandole la corona d'alloro cadutale dalla testa per una folata di vento, ne riceve un ringraziamento in un inglese privo di accento, che desta il suo stupore. 
Nei giorni seguenti, grazie al conte d'Erfeuil, riesce a farsi ammettere al salotto di Corinna, il più in voga della città, dove ella recita, canta, improvvisa poesie e intrattiene conversazioni sui più svariati temi con un nutrito gruppo di amici, tra i quali spicca il Principe di Castelforte. Grazie all'amabilità dei modi della donna, Lord Nelvil riesce a sciogliere un po' del suo naturale riserbo, ma alla sua richiesta di spiegazioni sulla padronanza della lingua inglese della poetessa riceve una risposta evasiva, che lo invita a non chiedere oltre. Nonostante l'indelicato inconveniente Corinna, amareggiata dal fatto che il giovane non sia riuscito a godere di alcuna delle bellezze di Roma, si offre però di fargli da guida nei giorni successivi. Tra i due inizia così una frequentazione spontanea, più libera che in altri paesi riguardo alla condizione della ragazza (che è pressoché sua coetanea e che non è sposata), e che li porta ad esplorare i monumenti della Roma antica e cristiana, le raccolte d'arte, le tombe, le basiliche. Lord Nelvil, complici le bellezze del suolo e del clima italico, rimane sempre più affascinato, sviluppando gradualmente un attaccamento per Corinna, ben ricambiato.

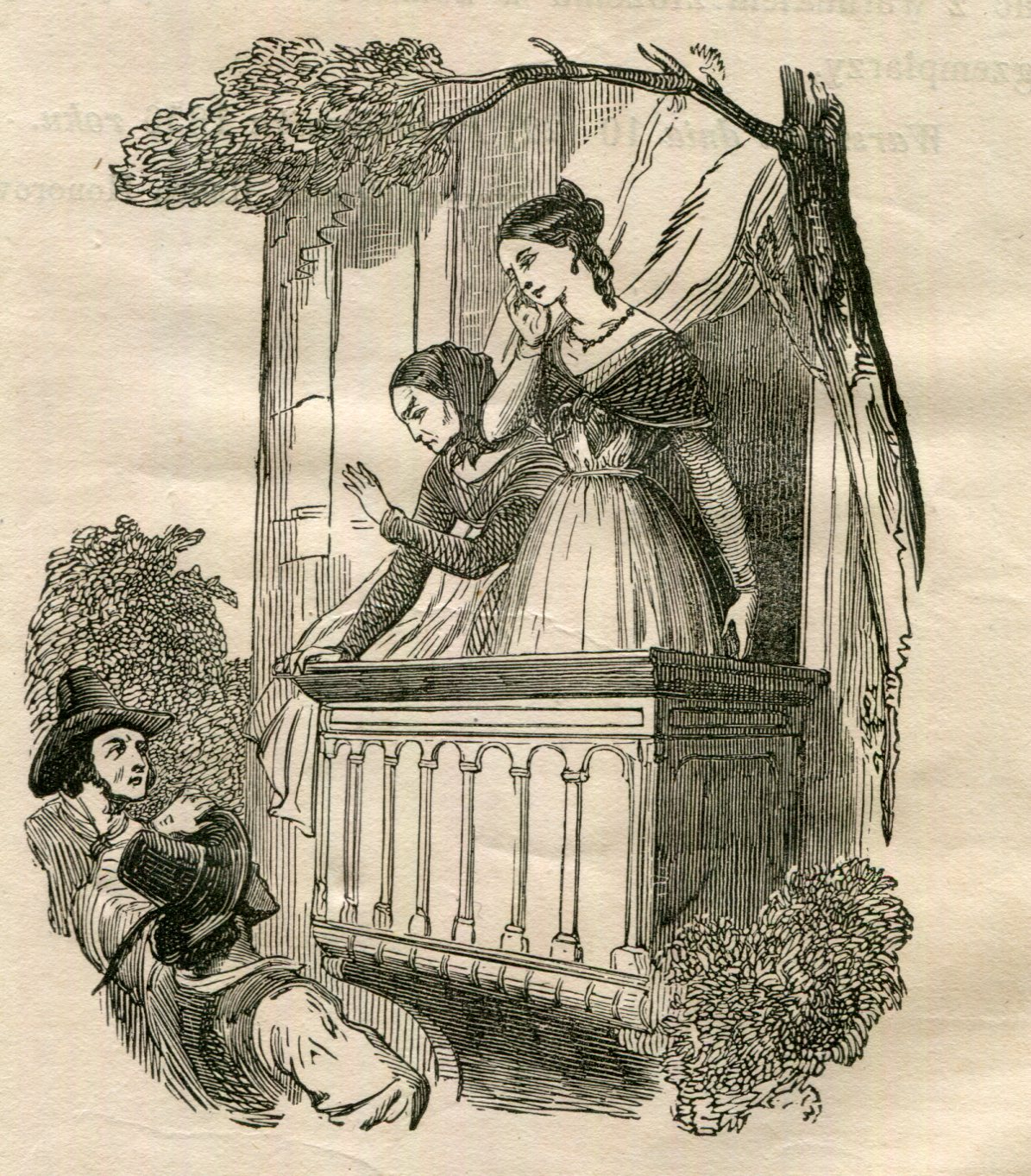
Corinna adorata dagli italiani (illustrazione di G. Staal)

Col crescere dell'amicizia tra i due, nascono anche i primi conflitti: Corinna è infatti una donna indipendente, dotata di talento che essa sviluppa coltivando le arti ed esibendole in pubblico, mentre l'educazione inglese di Lord Nelvil gli indica come il ruolo di una donna sia quello di dolce e remissiva compagna all'ombra del marito, destinata esclusivamente alla cura del focolare domestico e dei figli. Tra i due pesano anche i rispettivi segreti, sul misterioso passato di Corinna e sul motivo che ha portato Lord Nelvil in Italia. 
Insieme visitano Tivoli, dove Corinna ha una sua villa di campagna, e qui Lord Nelvil, nello splendore rigoglioso della campagna romana, vorrebbe infine dichiarare il suo amore e chiedere in sposa la ragazza, ma lei lo frena ricordandogli che essi non hanno ancora sciolto i nodi dei rispettivi segreti. Per questo decidono di partire per Napoli. Prima di lasciare Roma Corinna decide di interpretare un adattamento in italiano della tragedia di Shakespeare Romeo e Giulietta, dove recita un'ispiratissima Giulietta che dedica idealmente le sue parole a Oswald, nel pubblico. Quando tutti si complimentano con Corinna alla fine dello spettacolo, il giovane la sollecita però indirizzandole una frase che la amareggia: secondo lui, per una donna la gloria personale non dovrebbe mai essere anteposta alle gioie del focolare.

### Napoli

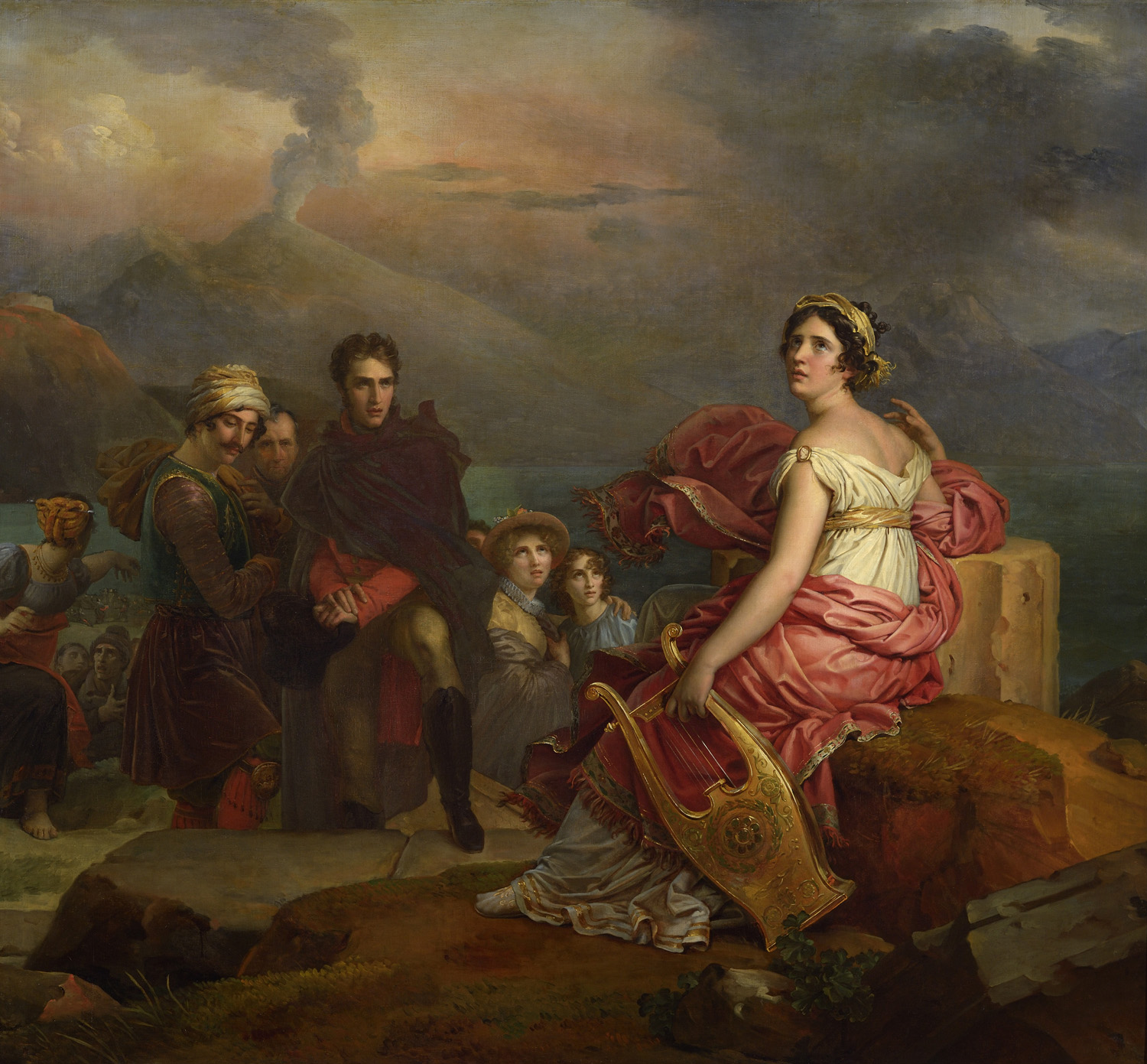
Francois Gérard, Corinna a Capo Miseno

Nonostante i contrasti i due sospendono ogni decisione riguardo al loro futuro spostandosi a Napoli, dove restano circa un mese. Alcuni oscuri presagi però sembrano già suggerire a Corinna il destino amaro del suo amore. Un giorno, alle pendici del Vesuvio, Lord Nelvil confida a Corinna il peso che gli opprime il cuore, legato all'insoddisfazione paterna per una sua relazione con una ragazza francese che l'aveva raggirato, suggellato dal rimorso per la morte del genitore. Corinna però attende ancora qualche giorno prima di rivelare il suo segreto, ma per lettera. 
Così Lord Nelvil scopre a breve che Corinna era la figlia di un nobile inglese amico di suo padre e di una donna italiana; suo padre, dopo la morte della donna, si era risposato con una donna inglese, Lady Edgermont, che Lord Nelvil conosceva bene, essendo la madre di Lucille, ragazza che suo padre gli aveva proposto come sposa. Lucille è quindi la sorellastra di Corinna. Dopo aver trascorso l'infanzia in Italia, con la morte della madre Corinna si era trasferita in Scozia, dove il suo spirito talentuoso si era scontrato con la riservatezza imposta alle donne dall'educazione britannica. Infine, quando anche il padre era morto, Corinna aveva chiesto alla matrigna di lasciarla tornare in Italia, dove si sarebbe stabilita sotto falso nome, fingendo in patria di essere deceduta per malattia. La cosa che però preoccupa di più Oswald è il fatto che, venuto a conoscenza delle opinioni del suo adorato padre, Corinna era stata esplicitamente scartata come candidata sposa per lui, il figlio, ma le ragioni di questa decisione gli restano ignote, facendogli decidere di tornare immediatamente in Scozia per scoprirle, parlando con gli amici del defunto genitore. 
Dopo un ultimo periodo insieme trascorso a Venezia Oswald dà a Corinna il suo anello, come promessa di matrimonio, nell'attesa di chiarire la sua situazione e di far recuperare il nome alla donna parlando con la matrigna di lei.

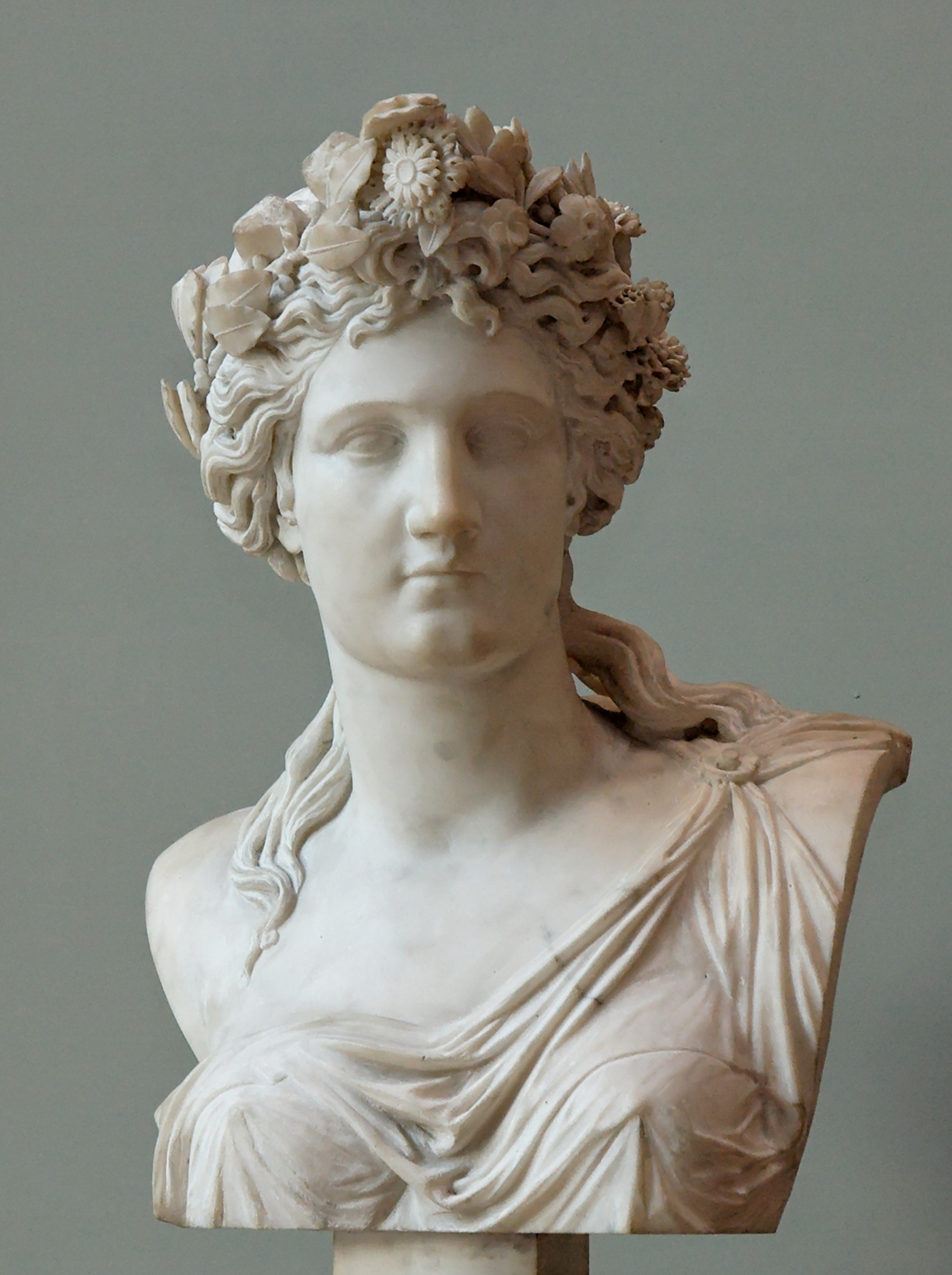
Edme-François-Étienne Gois, Busto di Corinna (1836), Louvre

### In Scozia
Dopo uno straziante addio la coppia si separa. Arrivato nella natia Scozia Oswald cerca senza successo di far riconoscere Corinna alla matrigna, ma nota nelle visite a casa Edgermont la bellezza nel frattempo fiorita di Lucille, allora sedicenne, rispondente perfettamente ai caratteri di dolce remissività e contegno delle donne inglesi.
Parlando poi con un amico del suo defunto padre, Mr. Dickson, Oswald viene a sapere che Corinna era stata scartata come sua sposa negli accordi tra le due famiglie poiché di temperamento troppo anticonvenzionale, che non avrebbe fatto né la felicità del marito, obbligato a risiedere in Inghilterra per i suoi doveri verso la patria e verso l'esercito, né di Corinna, che avrebbe dovuto soffocare nella provincia inglese i suoi talenti artistici.
Incomprensioni tra i due amanti nel frattempo raffreddano i toni del loro epistolario, finché Corinna non decide di recarsi direttamente in Inghilterra per un chiarimento, a costo di compromettersi, ma decisa a non farne parola con Lord Nelvil. Quest'ultimo, non ricevendo più risposta alle sue lettere, si crede dimenticato dalla "volubile" italiana e si avvicina sempre più a Lucille e sua madre.
Quando Corinna arriva in Inghilterra ha modo di vedere Oswald accompagnato da Lucille a una serata e a teatro ma, notando l'interesse dell'uomo verso la sorellastra, decide di non rivelarsi. Tornata in Scozia per visitare la tomba del padre, una serie di coincidenze le confermano l'impressione di non essere più amata da Oswald, al che essa decide di far recapitare indietro l'anello della promessa di matrimonio, entro una busta con l'unico messaggio che riesce a comporre: un freddo "Siete libero". Giorni dopo si ammala e riparte per l'Italia, dopo aver letto la notizia delle imminenti nozze tra Oswald e Lucille.

### A Firenze
Corinna si stabilisce quindi a Firenze, non volendo rivivere i ricordi di Roma e qui viene raggiunta solo dall'amico più fidato, il Principe di Castelforte. Deperisce giorno dopo giorno, ossessionata dai suoi rimpianti alimentati dalla sua fervida immaginazione. Oswald però viene nel frattempo a conoscenza del viaggio di Corinna in Inghilterra tramite il conte d'Erfeuil che l'aveva incontrata, e capisce la gravità del suo comportamento. Va in battaglia in America e cerca di morirvi, ma non ci riesce.
Tornato in patria conosce la figlioletta Juliet avuta nel frattempo da Lucille ma che, ironia della sorte, assomiglia a Corinna. Nel frattempo il suo matrimonio con Lucille vede momenti di crisi, perché scambia il contegno della moglie per freddezza e mediocrità, mentre lei viene a sapere della relazione con la sorella e ne diventa gelosa. Con moglie e figlia Oswald decide infine di tornare in Italia, cercando il perdono di Corinna. 

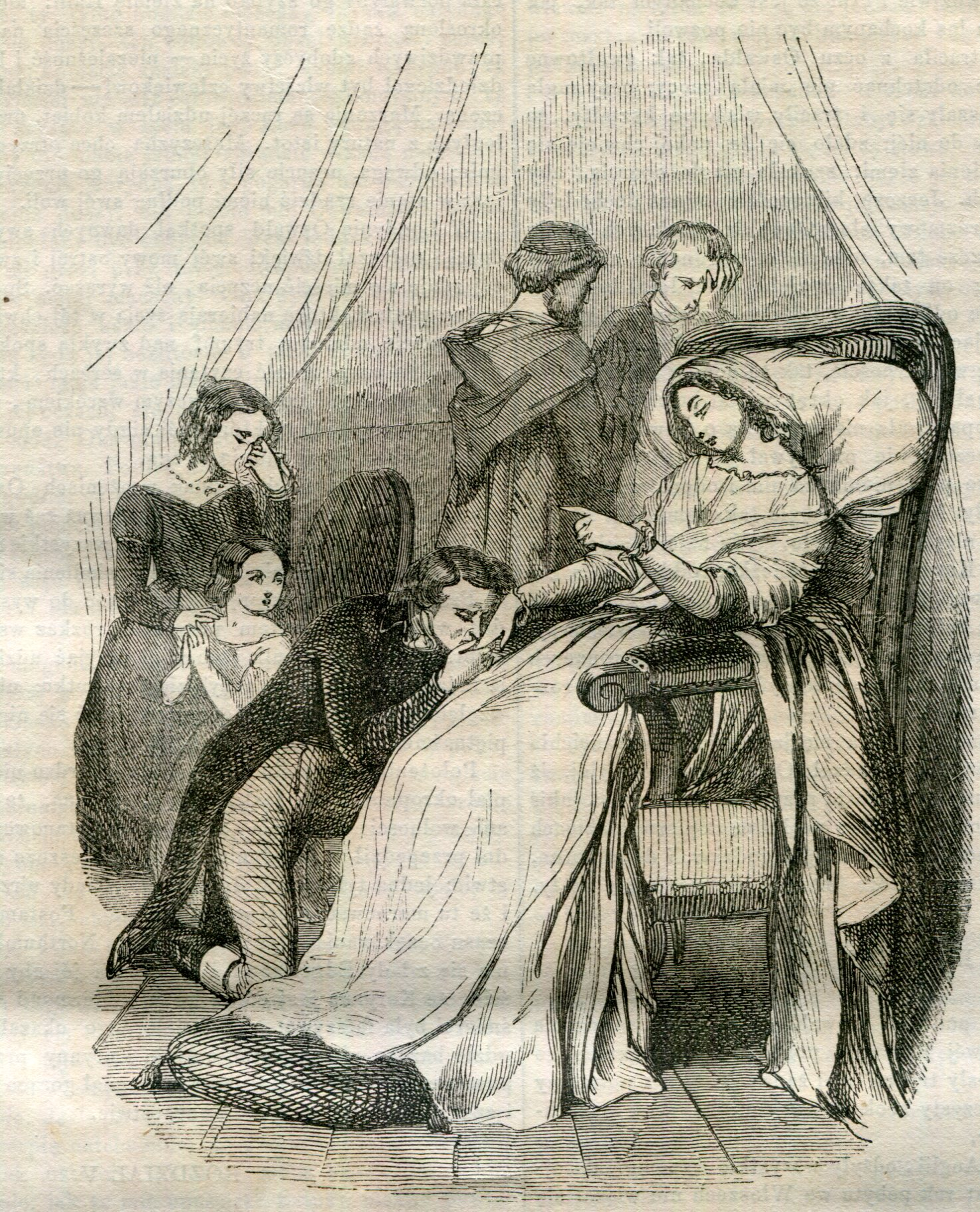
La morte di Corinna, con Oswald che si dispera (incisione di G. Staal)

Avutene notizie da Firenze, vi si reca, e qui incontra il principe di Castelforte che gli dice però che essa, malata e mutata nell'aspetto e nello spirito, non desidera incontrarlo, perché sta morendo e non vuole turbare i suoi ultimi giorni. Corinna accetterà invece di conoscere Juliet, la figlia di Oswald e Lucille, a cui insegnerà le prime nozioni di discipline artistiche, e poi incontrerà Lucille stessa, riconciliandosi con la sorella. 
In una memorabile serata all'Accademia fiorentina, Corinna fa declamare i suoi ultimi versi, che segnano il suo addio alla società: Oswald riesce a intravederla solo dietro il pesante abito nero con il velo. Di fatto la poetessa rinuncia all'amore dello straniero per consacrarsi, attraverso la morte, come musa nazionale del suo Paese. Negli ultimi giorni Corinna continua a frequentare Lucille e la piccola Juliet, alla quale continua a insegnare con le sue ultime forze l'amore per le arti, prima di soccombere, dopo aver ricevuto anche un'ultima visita di Oswald, che viene perdonato.
Il romanzo si conclude con una nota amara: la vita di Oswald, di Lucille e della loro figlioletta sarà felice? Non è data risposta, ma il tono della conclusione fa presagire un velato pessimismo.

## Analisi
Le peripezie dei protagonisti offrono in realtà a Madame de Staël l'occasione per descrivere l'Italia (come sottolinea anche il titolo), i suoi costumi, i paesaggi, le glorie artistiche. In bilico tra illuminismo e romanticismo, Corinna si dimostra un'opera moderna, in cui vari temi sono sviluppati per la prima volta: una nuova concezione dell'arte e dell'artista, il ruolo della donna nella società, il nesso fondamentale tra letteratura e identità nazionale. 
Singolarissimo è poi che, nonostante il romanzo sia ambientato durante le guerre napoleoniche, i temi della politica internazionale siano appena accennati distrattamente, quando influenzano alcune decisioni dei protagonisti: anche in questo Madame de Staël fu anticonformista, poiché in un'epoca in cui sorgevano muri nazionali e comunitari, essa edificava, con le sue opere, ponti culturali tra le diverse sensibilità delle nazioni europee.

## Edizioni
- Madame de Staël Corinne ou l'Italie, tome premier tome second 1836, Treuttel et Würtz, Parigi.
- Madame de Staël, Corinna o l'Italia, Anna Eleanor Signorini e Michele Rak, Oscar Mondadori, n. 626, Milano, 2006, ISBN 978-88-04-55889-7.